# Elio Gasperoni
Elio Gasperoni (22 maggio 1943) è un ex tiratore a volo sammarinese.

## Biografia
Nato nel 1943, a 37 anni ha partecipato ai Giochi olimpici di Mosca 1980, nella gara di trap, terminando 22º con 185 punti.
Quattro anni dopo ha preso di nuovo parte alle Olimpiadi, quelle di Los Angeles 1984, sempre nel trap, arrivando 48º con il punteggio di 172.